# Grande Prêmio da Austrália de 2015
O Grande Prêmio da Austrália de 2015 (formalmente denominado 2015 Formula 1 Rolex Australian Grand Prix), foi uma corrida de Fórmula 1 disputada em 15 de março de 2015 no Circuito de Albert Park em Melbourne, Austrália. Foi a etapa de abertura da temporada de 2015.
A equipe McLaren substituiu Fernando Alonso, em recuperação devido a acidente sofrido na pré-temporada, por Kevin Magnussen. A Manor esteve presente no circuito porém seus carros não participaram de nenhum treino e, por regulamento, não puderam participar da corrida. Lewis Hamilton largou na primeira posição, fez a volta mais rápida e venceu a prova.
A corrida marcou a estreia de Max Verstappen e se tornou o piloto mais jovem a estrear na categoria aos 17 anos e 166 dias. Além disso, o piloto Carlos Sainz Jr. também fez sua estreia nessa corrida.

## Caso van der Garde
O piloto neerlandês Giedo van der Garde acionou a equipe Sauber no tribunal do Estado de Victoria dias antes do início das atividades do evento. O piloto alegou que tinha um contrato que lhe dava o direito de pilotar como titular em 2015, porém a equipe o ignorou e contratou os pilotos Marcus Ericsson e Felipe Nasr. Sua demanda foi aceita pelo tribunal, e o mesmo chegou a estar presente na garagem da equipe e vestir o macacão de Ericsson, porém os mecânicos se retiraram. Não poderia guiar o carro por não possuir a superlicença da FIA. A Sauber divulgou em comunicado que as partes acordaram em suspender a medida judicial e manter conversações posteriores para solução definitiva da situação de van der Garde.

## Pneus
| Nome do composto | Cor | Banda de rolamento | Condições de Tempo | Dry Type | Aderência | Longevidade |
| ---------------- | --- | ------------------ | ------------------ | -------- | --------- | ----------- |
| Macio            |     | Slick (P Zero)     | Seco               | Soft     | Médio     | Médio       |
| Médio            |     | Slick (P Zero)     | Seco               | Medium   | Médio     | Médio       |

## Resultados

### Treino Classificatório
| Pos.                     | Nº | Piloto           | Construtor             | Q1        | Q2       | Q3       | Grid |
| ------------------------ | -- | ---------------- | ---------------------- | --------- | -------- | -------- | ---- |
| 1                        | 44 | Lewis Hamilton   | Mercedes               | 1:28.586  | 1:26.894 | 1:26.327 | 1    |
| 2                        | 6  | Nico Rosberg     | Mercedes               | 1:28.906  | 1:27.097 | 1:26.921 | 2    |
| 3                        | 19 | Felipe Massa     | Williams-Mercedes      | 1:29.246  | 1:27.895 | 1:27.718 | 3    |
| 4                        | 5  | Sebastian Vettel | Ferrari                | 1:29.307  | 1:27.742 | 1:27.757 | 4    |
| 5                        | 7  | Kimi Räikkönen   | Ferrari                | 1:29.754  | 1:27.807 | 1:27.790 | 5    |
| 6                        | 77 | Valtteri Bottas  | Williams-Mercedes      | 1:29.641  | 1:27.796 | 1:28.087 | 6    |
| 7                        | 3  | Daniel Ricciardo | Red Bull-Renault       | 1:29.788  | 1:28.679 | 1:28.329 | 7    |
| 8                        | 55 | Carlos Sainz Jr. | Toro Rosso-Renault     | 1:29.607  | 1:28.601 | 1:28.510 | 8    |
| 9                        | 8  | Romain Grosjean  | Lotus-Mercedes         | 1:29.537  | 1:28.589 | 1:28.560 | 9    |
| 10                       | 13 | Pastor Maldonado | Lotus-Mercedes         | 1:29.915  | 1:28.726 | 1:29.480 | 10   |
| 11                       | 12 | Felipe Nasr      | Sauber-Ferrari         | 1:30.430  | 1:28.800 |          | 11   |
| 12                       | 33 | Max Verstappen   | Toro Rosso-Renault     | 1:29.248  | 1:28.868 |          | 12   |
| 13                       | 26 | Daniil Kvyat     | Red Bull-Renault       | 1:30.402  | 1:29.070 |          | 13   |
| 14                       | 27 | Nico Hülkenberg  | Force India-Mercedes   | 1:29.651  | 1:29.208 |          | 14   |
| 15                       | 11 | Sergio Pérez     | Force India-Mercedes   | 1:29.990  | 1:29.209 |          | 15   |
| 16                       | 9  | Marcus Ericsson  | Sauber-Ferrari         | 1:31.376  |          |          | 16   |
| 17                       | 22 | Jenson Button    | McLaren-Honda          | 1:31.422  |          |          | 17   |
| 18                       | 20 | Kevin Magnussen  | McLaren-Honda          | 1:33.008  |          |          | 18   |
| Tempo dos 107%: 1:34.787 |    |                  |                        |           |          |          |      |
| NQ                       | 28 | Will Stevens     | Manor Marussia-Ferrari | Sem tempo |          |          |      |
| NQ                       | 98 | Roberto Merhi    | Manor Marussia-Ferrari | Sem tempo |          |          |      |
| Referências:             |    |                  |                        |           |          |          |      |

### Corrida
| Pos.   | Nu. | Piloto           | Construtor           | Voltas | Tempo/Retirado      | Grid | Pontos |
| ------ | --- | ---------------- | -------------------- | ------ | ------------------- | ---- | ------ |
| 1      | 44  | Lewis Hamilton   | Mercedes             | 58     | 1:31:54.067         | 1    | 25     |
| 2      | 6   | Nico Rosberg     | Mercedes             | 58     | +1.360              | 2    | 18     |
| 3      | 5   | Sebastian Vettel | Ferrari              | 58     | +34.523             | 4    | 15     |
| 4      | 19  | Felipe Massa     | Williams-Mercedes    | 58     | +38.196             | 3    | 12     |
| 5      | 12  | Felipe Nasr      | Sauber-Ferrari       | 58     | +1:35.149           | 10   | 10     |
| 6      | 3   | Daniel Ricciardo | Red Bull-Renault     | 57     | +1 Volta            | 6    | 8      |
| 7      | 27  | Nico Hülkenberg  | Force India-Mercedes | 57     | +1 Volta            | 13   | 6      |
| 8      | 12  | Marcus Ericsson  | Sauber-Ferrari       | 57     | +1 Volta            | 15   | 4      |
| 9      | 55  | Carlos Sainz Jr. | Toro Rosso-Renault   | 57     | +1 Volta            | 7    | 2      |
| 10     | 11  | Sergio Pérez     | Force India-Mercedes | 57     | +1 Volta            | 14   | 1      |
| 11     | 22  | Jenson Button    | McLaren-Honda        | 56     | +2 Voltas           | 16   |        |
| Ret    | 7   | Kimi Räikkönen   | Ferrari              | 40     | Roda                | 5    |        |
| Ret    | 33  | Max Verstappen   | Toro Rosso-Renault   | 32     | Unidade de potência | 11   |        |
| Ret    | 8   | Romain Grosjean  | Lotus-Mercedes       | 0      | Unidade de potência | 8    |        |
| Ret    | 13  | Pastor Maldonado | Lotus-Mercedes       | 0      | Colisão             | 9    |        |
| NL     | 26  | Daniil Kvyat     | Red Bull-Renault     | 0      | Câmbio              | 12   |        |
| NL     | 20  | Kevin Magnussen  | McLaren-Honda        | 0      | Motor               | 17   |        |
| NL     | 77  | Valtteri Bottas  | Williams-Mercedes    | 0      | Lesionado           | 1    |        |
| Fonte: |     |                  |                      |        |                     |      |        |

Notas
- ↑1  – Valtteri Bottas foi considerado inapto pela FIA para participar da corrida devido a lesão nas costas sofrida durante o treino classificatório.[10]

## Tabela do campeonato após a corrida
Somente as cinco primeiras posições estão incluídas nas tabelas.
| Pos | Piloto           | Pontos | Var |
| --- | ---------------- | ------ | --- |
| 1   | Lewis Hamilton   | 25     | 0   |
| 2   | Nico Rosberg     | 18     | 0   |
| 3   | Sebastian Vettel | 15     | 0   |
| 4   | Felipe Massa     | 12     | 0   |
| 5   | Felipe Nasr      | 10     | 0   |

| Pos | Construtor        | Pontos | Var |
| --- | ----------------- | ------ | --- |
| 1   | Mercedes          | 43     | 0   |
| 2   | Ferrari           | 15     | 0   |
| 3   | Sauber-Ferrari    | 14     | 0   |
| 4   | Williams-Mercedes | 12     | 0   |
| 5   | Red Bull-Renault  | 8      | 0   |